# Les Voix de Magma
Les Voix de Magma (auch bekannt als: "Les Voix" Concert 1992 Douarnenez oder Akt I) ist ein Livealbum der französischen Progressive-Rock- und Zeuhl-Gruppe Magma. Es wurde am 3. Oktober 1992 auf Seventh Records veröffentlicht.

## Musikstil
Die Titel des Albums sind gesangslastige, größtenteils akustischen Bearbeitungen bekannter Stücke von Magma und Christian Vanders Band Offering. Die Besetzung der Band weicht von der sonst bei Magma üblichen ab und erinnert ebenfalls Offering, mit neun Stimmen, einem Kontrabass und Keyboards. Die Themen des Kobaïanischen Universums werden in einer akustischen Version vorgetragen, wodurch sie eine neue Dimension erhalten.

## Entstehungsgeschichte
Les Voix de Magma wurde auf einem digitalen 2-Kanal-Aufnahmegerät am 2. August 1992 beim Festival Jazz en Baie in Douarnenez aufgenommen, von Francisco Juan Guerrero abgemischt und im Herbst 1992 bei Seventh Records veröffentlicht. Das Album bildet den Auftakt der AKT-Reihe, die seltene musikalische Momente der Band präsentieren soll, die zum richtigen Zeitpunkt und manchmal mit „Bordmitteln“ aufgenommen wurden.

## Titelliste
Alle Titel wurden von Christian Vander geschrieben.
1. Ëmëhntëht-Rê (announcement) – 3:39
2. C'Est Pour Nous – 7:56
3. Zëss (extrait) – 17:18
4. Wurdah Ïtah (extrait) – 15:46